# Comet (carro armato)
Il Comet I (A34) è un carro armato incrociatore britannico entrato in linea alla fine della seconda guerra mondiale.

## Produzione
L'esperienza di combattimento contro i tedeschi nella campagna del Nordafrica dimostrò ai britannici l'inferiorità dei propri carri armati. Una richiesta fu pertanto avanzata alla Leyland Motors Ltd per un nuovo carro che potesse conseguire una superiorità di combattimento sui modelli tedeschi. Per ragioni di economia ed efficienza, esso avrebbe dovuto far uso il più possibile di molte componenti del carro Mk VIII Cromwell.
Il progetto iniziale fu quello del Mk VIII Challenger, impiantato intorno a un pezzo anticarro da 17 libbre (Ordnance QF 17-pdr), montato su un telaio del Cromwell. L'imponente arma montata richiedeva una diminuzione dello spessore della corazzatura come pure altre modifiche ma alla fine al progetto non arrise alcun successo.
In un secondo tentativo, l'A 34, i progettisti del carro optarono per una versione ampiamente modificata del 17 libbre, il 77 mm (malgrado il fatto che esso fosse ancora dello stesso calibro da 76,2 mm come il 17 libbre) che aveva una velocità iniziale più bassa del 17 libbre. Numerose altre implementazioni furono anche aggiunte: il carro era ben corazzato e tanto lo scafo quanto la torretta furono ottenuti per saldatura, le munizioni furono immagazzinate in contenitori corazzati, le sospensioni rafforzate, furono aggiunti rulli tendicingolo e la torretta fu mossa elettricamente (qualcosa di simile ai primi progetti dei Mk IV Churchill) con un generatore alimentato dal motore principale.
Il primo prototipo fu pronto nel febbraio 1944 e i modelli in produzione cominciarono ad essere consegnati nel settembre. Alla fine della guerra erano stati prodotti 1.200 veicoli.

## Impiego

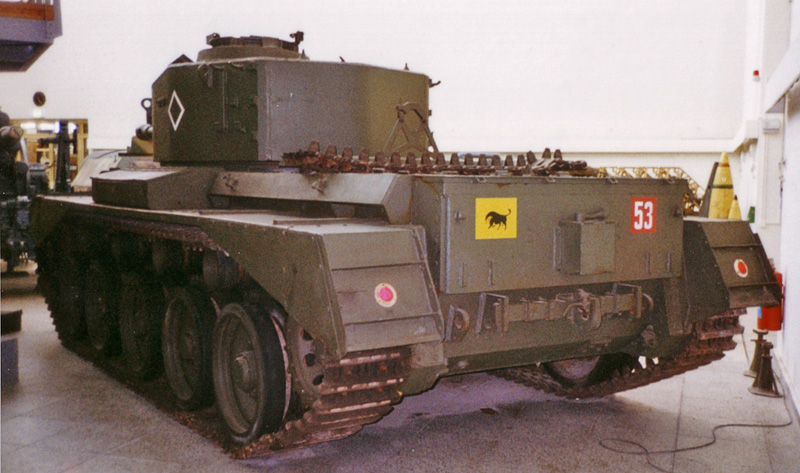
Vista posteriore del Comet all'Armeemuseum di Dresda

L'11ª Divisione corazzata britannica fu la prima a ricevere i nuovi carri nel dicembre del 1944 ed essa fu la sola a essere completamente riequipaggiata alla fine della guerra. Per essere stato prodotto alla fine, il Comet non partecipò ad alcuna battaglia di rilievo malgrado fosse stato impiegato nell'attraversamento del fiume Reno e nella Parata finale della Vittoria a Berlino nel luglio 1945. La grande velocità del carro fu ampiamente sfruttata sulle autostrade tedesche.
Durante la successiva guerra di Corea, il Comet servì assieme al più moderno Centurion, un carro che era stato introdotto nel 1945 e la cui versione operativa durante tale guerra era stata messa in servizio nel 1949. Il Comet rimase in servizio in Gran Bretagna fino al 1958 quando i residui carri cominciarono a essere venduti a governi stranieri. Fino agli anni 80 era in servizio negli eserciti di vari stati, quali ad esempio il Sudafrica.